# بخش نیر
بخش نَیر یکی از بخش‌های شهرستان تفت در استان یزد ایران است.

## تقسیمات کشوری
- بخش نیر
  - دهستان بنادکوک
  - دهستان زردین
  - دهستان سخوید

شهر: نَیِر

## جمعیت
بنابر سرشماری مرکز آمار ایران، جمعیت بخش نیر شهرستان تفت در سال ۱۳۸۵ برابر با ۳۵۰۰ نفر بوده‌است.